# Quadrans Muralis

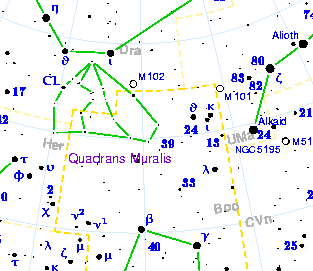
Bản đồ chòm sao cũ Quadrans muralis

Quadrans muralis là một chòm sao được tạo ra bởi nhà thiên văn học người Pháp Jérôme Lalande vào năm 1795. Nó được ông và cháu trai của ông, Michel Lefrançois de Lalande đưa vào bản đồ bầu trời. Nó nằm giữa các chòm sao Mục Phu và Thiên Long, gần đuôi Đại Hùng, chứa các sao β Bootis và η Ursae Majoris (Alkaid). Chòm sao này không được công nhận bởi IAU. Tuy nhiên, mưa sao băng Quadranid được đặt tên theo nó.
Johann Elert Bode đổi tên thành tiếng Latin Quadrans Muralis và thu nhỏ chòm sao một chút trong tập bản đồ Uranographia của ông vào năm 1801 để tránh lồng vào các chòm sao lân cận.

## Thành phần nổi bật
- Ngôi sao BP Boötis là một thành viên của chòm sao này.
- 39 Boötis là một hệ sao đôi từ chòm sao Lalande sang Quadrans.[4]

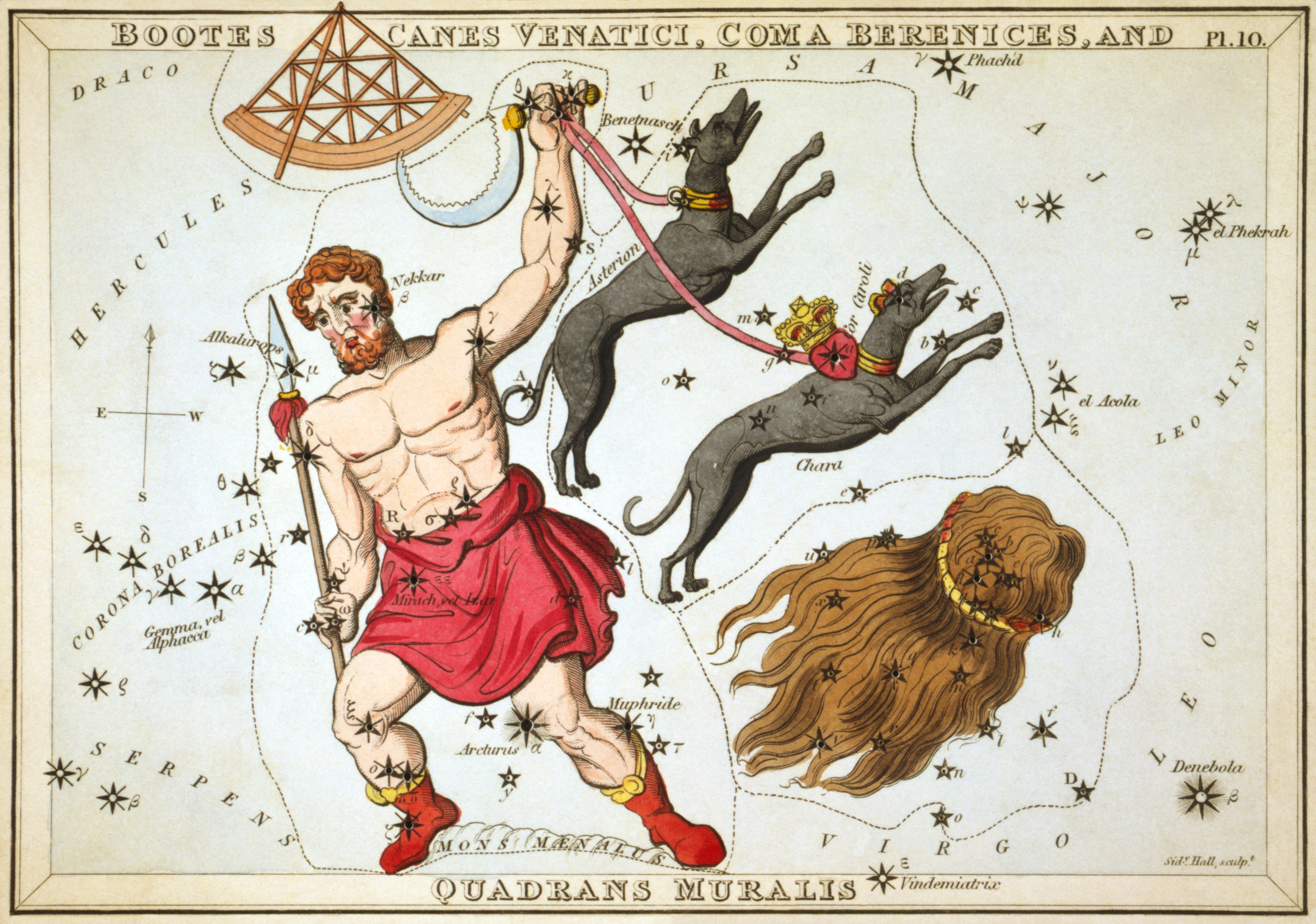